# Кярдла
Кярдла (на естонски: Kärdla) е град в Естония, най-големият на остров Хииумаа и е административен център на област Хииу.
Градът е разположен в североизточната част на острова в залива Таресте. Югоизточно от града се намира 4-километровият метеоритен кратер Кярдла, който се е разбил на Земята преди около 455 млн. години в епохата ордовик.

## История
Кярдла за първи път е споменат през 1564 г. като селище, населено от шведи. През 1830 в градчето е създадена текстилна фабрика, а през 1849 е построено малко пристанище. По време на Втората световна война портът и фабриката са унищожени. През 1920 Кярдла е признат като село, а през 1938 официално получава статут на град. В периода 1940 – 1945 почти всички балтийски немци и шведи се изселват от Хиумаа, а на тяхно място се заселват много руснаци и естонци.

## Население
| 1897 | 1922 | 1934 | 1939 | 1959 | 1970 | 1979 | 1989 | 2000 | 2010 |
| ---- | ---- | ---- | ---- | ---- | ---- | ---- | ---- | ---- | ---- |
| 1718 | 1580 | 1454 | 1524 | 2688 | 2969 | 3426 | 4126 | 3672 | 3634 |

## Известни личности
- Ерки-Свен Тююр – композитор
- Евели Сауе – биатлонистка